# La Croix-Blanche
 La Croix-Blanche  là một xã thuộc tỉnh Lot-et-Garonne trong vùng Nouvelle-Aquitaine phía tây nam nước Pháp. Xã này nằm ở khu vực có độ cao trung bình 204 mét trên mực nước biển.